# 路易·德·賈梅士
路易斯·瓦斯·德·賈梅士（葡萄牙語： 葡萄牙語發音：[luˈiʒ ˈvaʒ dɨ kaˈmõjʃ]，一般简称，约1524年-1580年6月10日），也译为贾梅士，葡萄牙詩人，被公認為葡萄牙最伟大的诗人和西方最伟大的诗人之一。他的诗被与荷马、维吉尔、但丁与威廉·莎士比亚的作品相比。他写了众多诗和剧作，但是他最著名的作品是史詩《盧濟塔尼亞人之歌》（澳門译本为《葡國魂》）。

## 生平

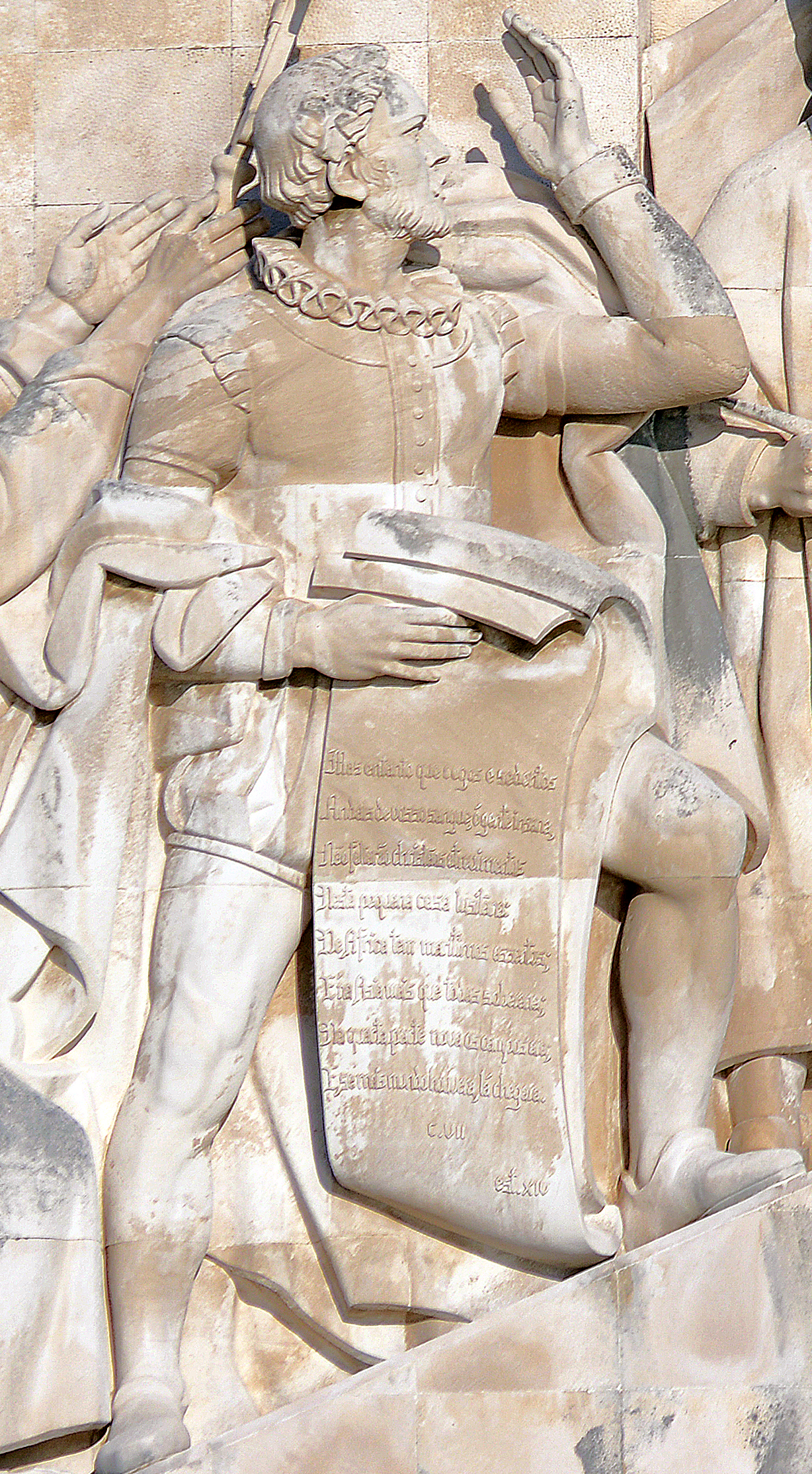
賈梅士位於里斯本發現者紀念碑的雕像

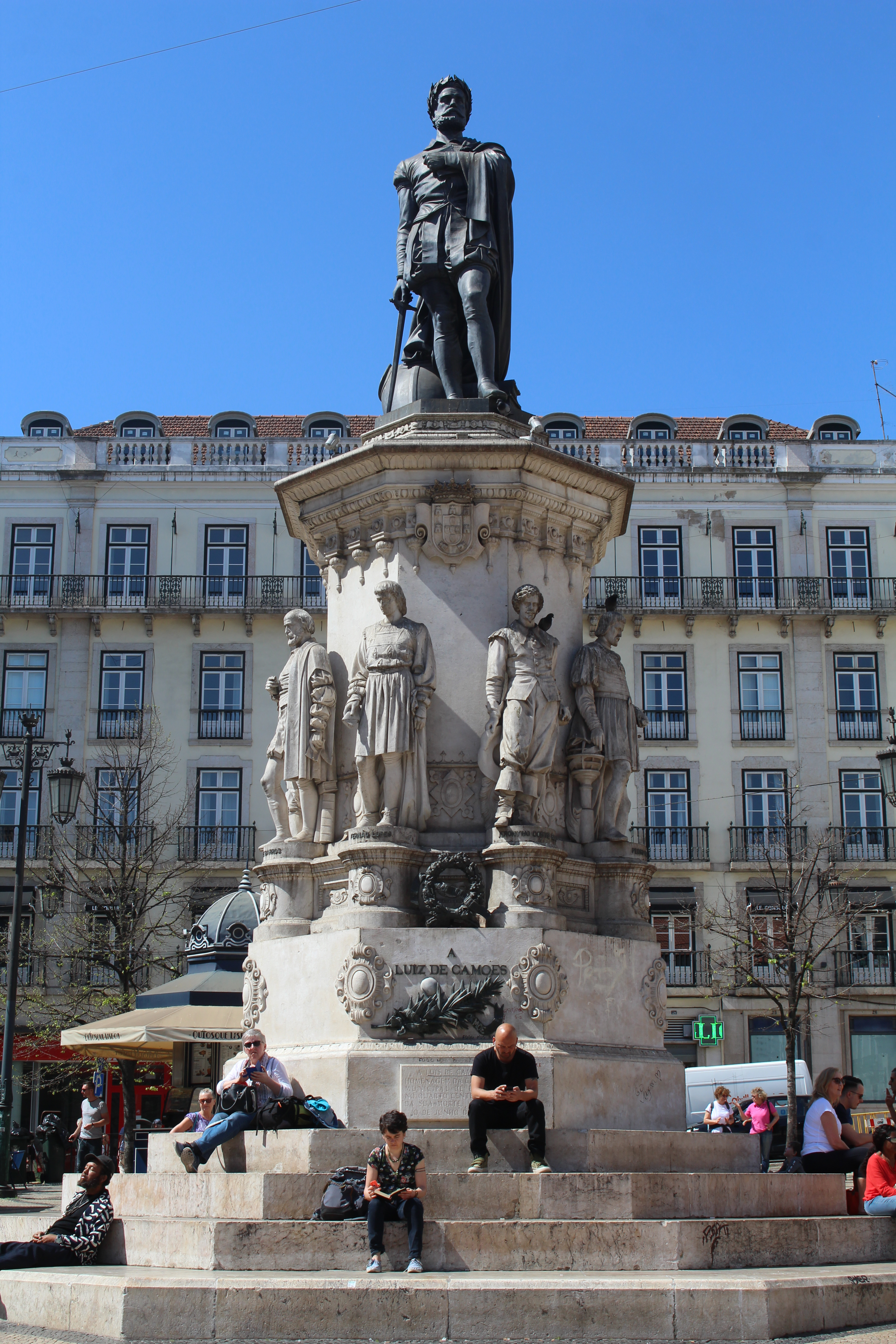
里斯本的路易·德·賈梅士紀念像

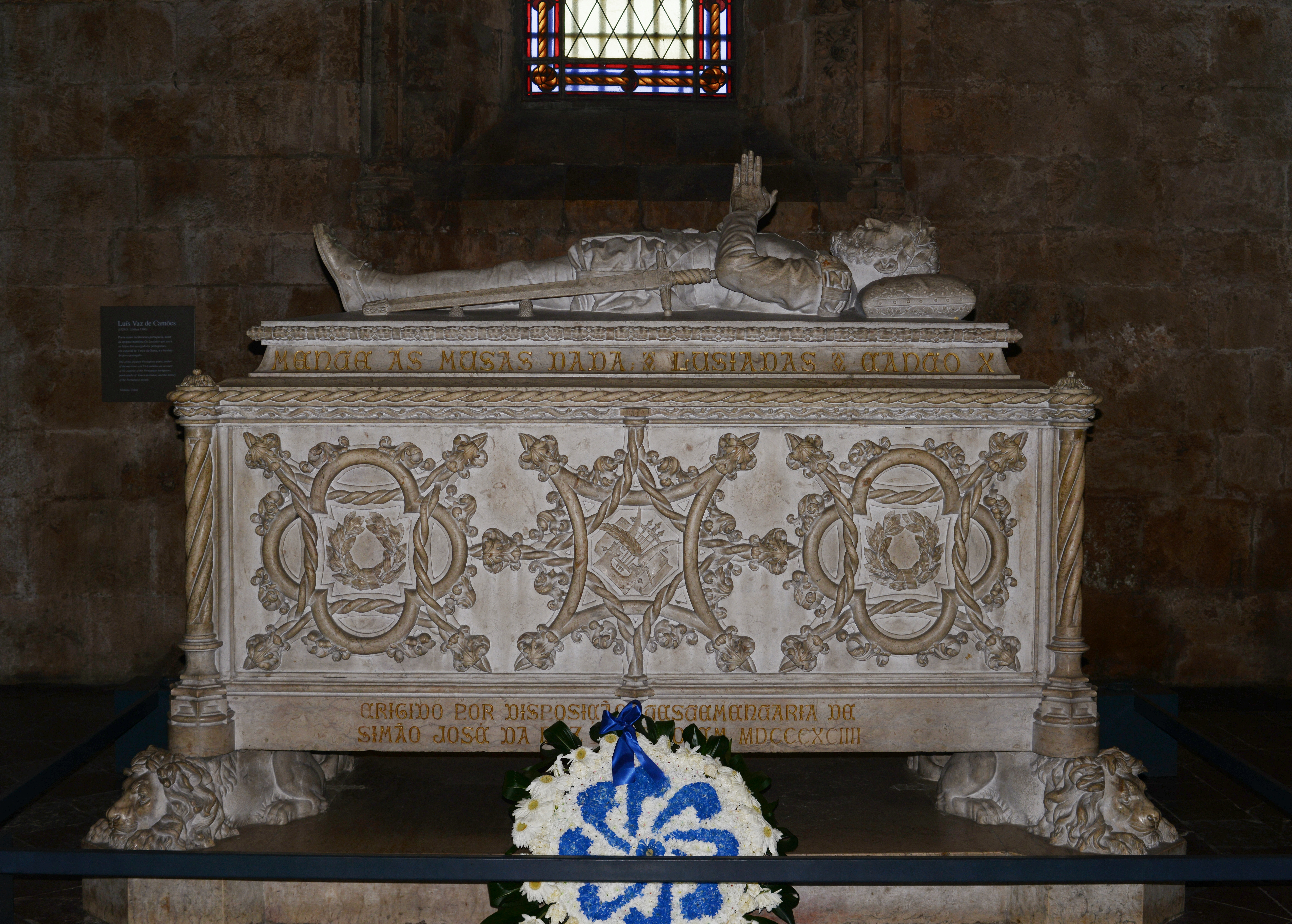
熱羅尼莫斯修道院的賈梅士墓

賈梅士生平中许多细节今已无法考证，他可能生于1524年，出生于里斯本的一个贫穷家庭之中，是西蒙·瓦斯·德·賈梅士（Simão Vaz de Camões）和安娜·德·萨·德·马塞多（Ana de Sá de Macedo）唯一的儿子。很有可能，他曾在科英布拉攻读人文科学专业，他的叔叔本托在当地一所著名修道院做修士。1542年他回到里斯本，过着放浪的生活。
年轻时賈梅士曾赴摩洛哥与摩尔人作战，并丧失右眼。1552年他回到里斯本。据说他在那里用刀刺伤了一名法庭官员的脖子，他为此坐了一年牢。1553年3月，他以到印度为国王服役的代价获释。在果阿他又因负债被关押。他称果阿为“所有正当人的继母”，但他研究当地的习俗、地理与历史。他还参加了前往马拉巴海岸与红海的远征队。1556年他赴澳门并在那里升为军官。1558年他动身回国。他的船在湄公河上失事，他依靠浮板得救，也救下了他的手稿，但他失去了中国爱人（[Ti-Na-Men] 错误：{{Lang}}：無法辨識代碼 pu（帮助））。在莫桑比克他又一次被拖延，直到1570年才得以回到里斯本。1572年他发表《盧濟塔尼亞人之歌》。葡萄牙国王塞巴斯蒂昂授予他养老金，但国王死后这份养老金也停了。此后賈梅士穷途潦倒，只有从澳门一直跟随他的仆人[Jao] 错误：{{Lang}}：無法辨識代碼 pu（帮助）服侍他。
1578年賈梅士得知葡萄牙国王塞巴斯蒂昂战败身亡的消息。他于此年逝世，也许与他聽說這個消息有關。

## 卢济塔尼亚人之歌

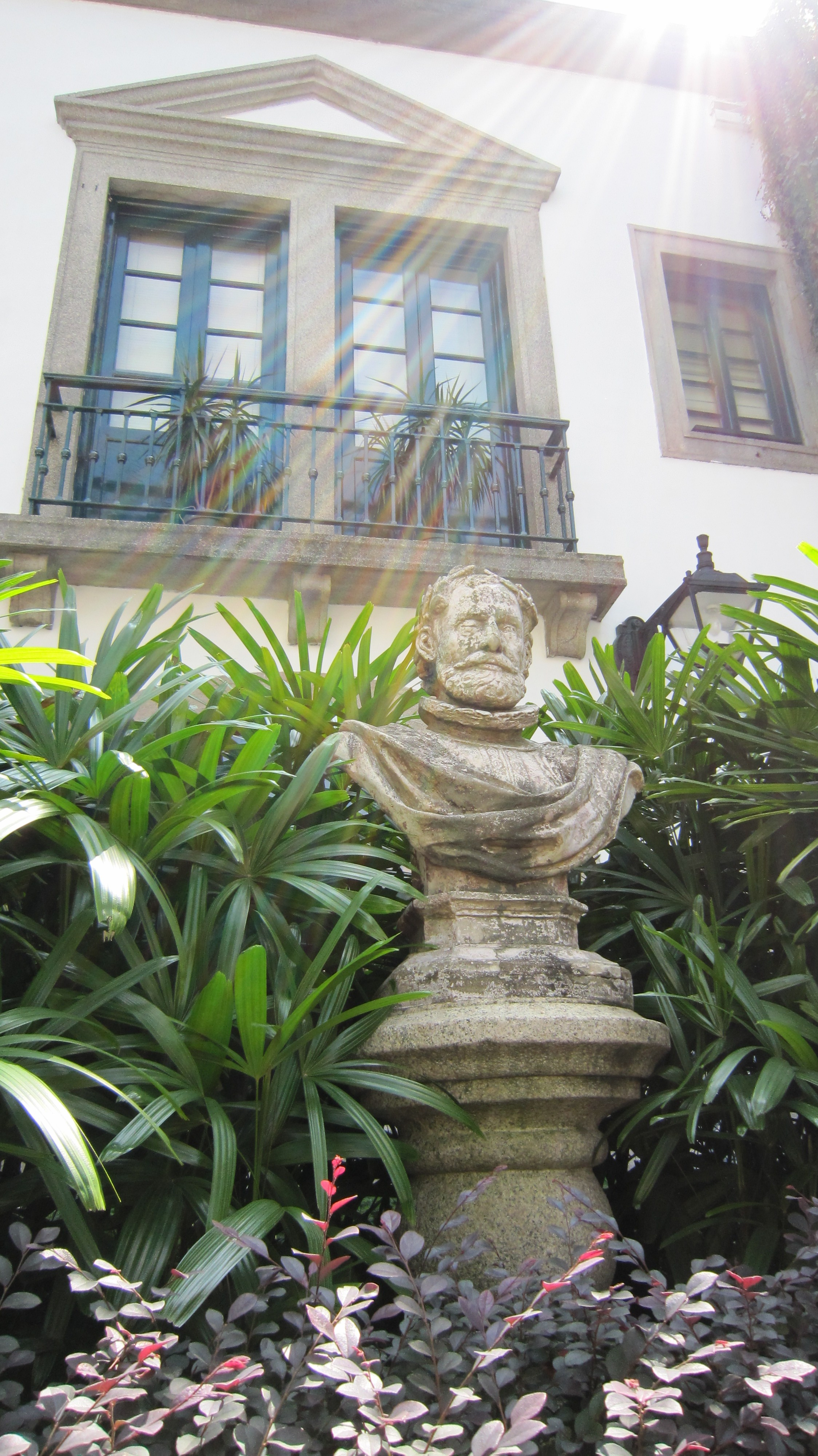
位於澳門民政總署大樓內的賈梅士石像

《卢济塔尼亚人之歌》的名字来自于传说中的英雄路苏斯（Lusus），据说他随奥德修斯到达今天的葡萄牙并将这个地方命名为盧濟塔尼亞。史诗的内容为達·伽馬与其他葡萄牙英雄开辟通向印度的新航线，绕过好望角的故事。从内容上来说它是一部人文主义的史诗，它将神话与基督教联系到了一起，对战争和帝国表达出了矛盾的感情，它表现出了对家乡的热爱与对探险的向往，它赞同快乐，又怀有英雄气概。
《卢济塔尼亚人之歌》被看作是现代的重要史诗，它气势雄伟，包罗万象。从形式上它受到了荷马与维基尔的史诗的影响。賈梅士在写这部史诗的时候就想写一部可与上述两位古代作家相比美的民族史诗。葡萄牙从航海家恩里克的成就开始到1580年被西班牙占领的这段时期（也是史诗中所描写的时期）是葡萄牙史上的关键时期，它标志着中世纪的结束和近代早期的开始。这部作品从1550年开始起稿，到1570年成稿，其中大部分在1555年到1558年间完成。1571年10月他首次发表这部史诗，1572年发表了修改稿。对賈梅士来说这篇史诗是对葡萄牙人民的颂歌。葡萄牙在15世纪达到了其黄金时代，而这部史诗所描写的也是这个顶点，其内容尤其集中在达·伽马的海上探险，在史诗中达·伽马代表了葡萄牙民族。

## 诗歌
虽然在葡萄牙和巴西以外賈梅士主要以他的史诗著名，但是他还留下了众多诗。他的十四行诗是葡萄牙语中的经典。尽管在内容上有时重复，它们表现出了巨大的多样性。其内容包括失望、变化、人在大世界面前的软弱。值得一提的还有他对他的溺死的爱人的怀念。
他的十首（也许更多）歌通过诗的形式描写出了对心理和感情的深刻分析，尤其突出了内心与感知。

## 紀念
在2007年票選最偉大的葡萄牙人中，他排名第五；新版葡萄牙護照的第一页上是賈梅士圖像。
大西洋銀行歷史上發行的澳門幣鈔票，有好幾個版本均以賈梅士為正面肖像，例如1958年版拾圓、1948年與1958年版貳拾伍圓、1958年與1981年版伍拾圓、1958年版伍佰圓，澳門市民俗稱「單眼佬」。在澳門亦有以其命名的馬路（路環賈梅士大馬路）、前地（澳門半島白鴿巢前地，葡文名稱以他命名；氹仔嘉妹前地）及建築物（賈梅士商業中心）。